# Typha sistanica
Typha sistanica är en kaveldunsväxtart som beskrevs av De Marco och Dinelli. Typha sistanica ingår i släktet kaveldun, och familjen kaveldunsväxter.
Artens utbredningsområde är Iran. Inga underarter finns listade i Catalogue of Life.